# Harry
Harry  è un nome proprio di persona inglese maschile.

## Varianti
- Ipocoristici: Hal[4]
- Femminili: Harriet[2][5], Harriett[5], Harriette[5], Harrietta[5]

## Origine e diffusione
Si tratta di una forma vernacolare inglese medievale di Henry (Enrico), che ricalcava la reale pronuncia di Henry dell'epoca. Più di recente, è usato anche come diminutivo di svariati altri nomi che iniziano con Har-, quali Harold e Harrison.
Il femminile, Harriet, venne introdotto nel XVII secolo, raggiungendo una notevole diffusione nel XVIII e superando in uso anche la forma base Henrietta.

## Onomastico
Vista l'origine, l'onomastico si può festeggiare lo stesso giorno del nome Enrico.

## Persone

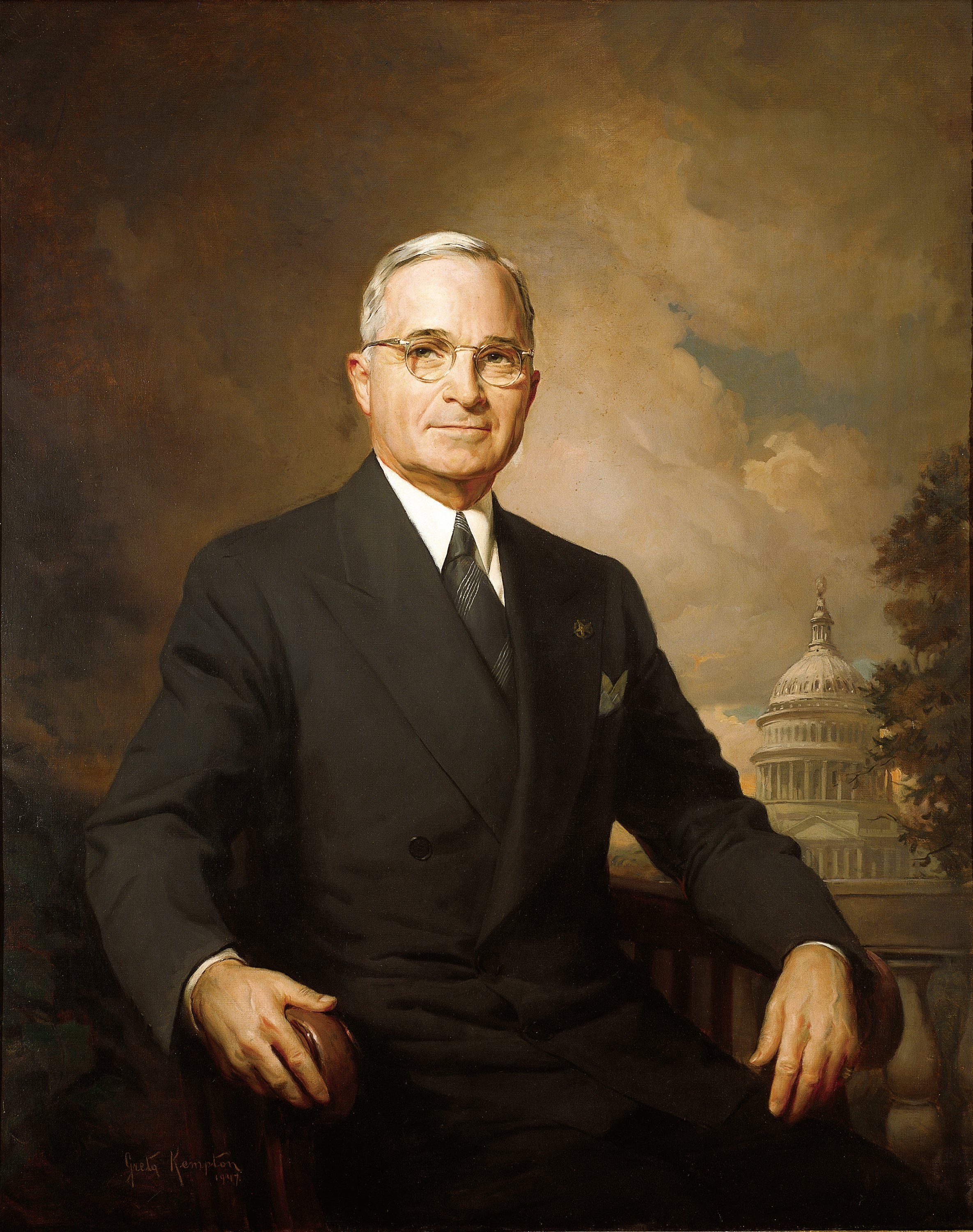
Harry Truman

- Harry Belafonte, musicista, attore e attivista statunitense
- Harry Houdini, illusionista e attore statunitense
- Harry Kewell, calciatore australiano
- Harry Langdon, attore, regista e produttore cinematografico statunitense
- Harry Styles, cantautore britannico
- Harry Truman, politico statunitense
- Principe Harry, duca di Sussex

### Variante femminile Harriet
- Harriet Andersson, attrice svedese
- Harriet Backer, pittrice norvegese

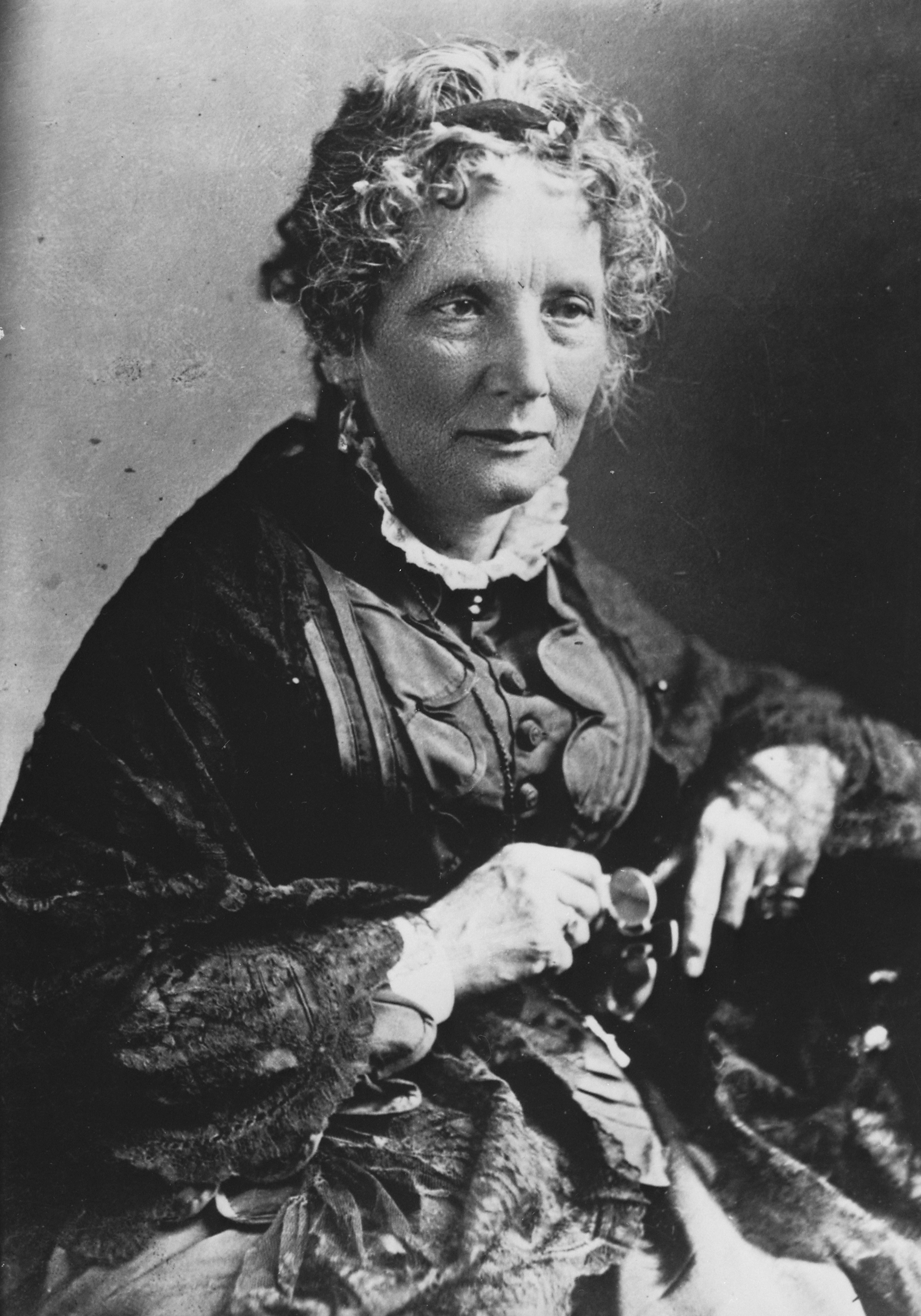
Harriet Beecher Stowe

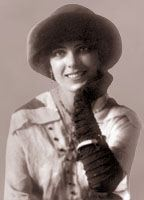
Harriet Quimby

- Harriet Beecher Stowe, scrittrice e attivista statunitense
- Harriet Harman, politica britannica
- Harriet Hoctor, ballerina e coreografa statunitense
- Harriet Howard, nobildonna britannica
- Harriet Ann Jacobs, scrittrice statunitense
- Harriet Lane, first lady statunitense
- Harriet Martineau, scrittrice, giornalista e filosofa britannica
- Harriet Monroe, editrice, critica letteraria e poetessa statunitense
- Harriet Quimby, giornalista, sceneggiatrice e aviatrice statunitense
- Harriet Taylor, filosofa britannica
- Harriet Tubman, attivista statunitense
- Harriet E. Wilson, scrittrice statunitense

## Il nome nelle arti
- Harry Maybourne è un personaggio della serie televisiva Stargate SG-1.
- Harry Osborn è un personaggio dei fumetti Marvel Comics.
- Harry è un personaggio dell'anime HUGtto! Pretty Cure.
- Harry Potter è il protagonista dell'omonima serie di romanzi e film, creata da J. K. Rowling.
- Harriet M. Welsch è un personaggio del romanzo di Louise Fitzhugh Professione? Spia!, e delle opere da esso tratte.
- Harriet Vanger è un personaggio della trilogia Millennium scritta da Stieg Larsson.
- Hal Emmerich è un personaggio della serie di videogiochi Metal Gear.

## Curiosità
- Harriet era il nome di una tartaruga delle Galápagos che raggiunse i 176 anni di età.